# Jüdische Gemeinde Tauberbischofsheim
Die Jüdische Gemeinde in Tauberbischofsheim im Main-Tauber-Kreis (Baden-Württemberg) entstand bereits im Mittelalter und existierte mit einigen Unterbrechungen bis zur Zeit des Nationalsozialismus, als die letzten jüdischen Einwohner Tauberbischofsheims 1940 deportiert wurden.

## Geschichte

### Historische Entwicklung der jüdischen Gemeinde
In Tauberbischofsheim bestand eine jüdische Gemeinde vom Mittelalter bis 1939/40, wobei zwischen dem 13. und 20. Jahrhundert mit vermutlich nur wenigen Unterbrechungen Juden in der Stadt waren. Zu Judenverfolgungen im Mittelalter, welche die jüdische Gemeinde Tauberbischofsheim jeweils fast völlig auslöschten, kam es 1235, 1298 (130 Toten), 1336–39 und 1348/49. Ab dem 17. Jahrhundert stieg die Zahl der Juden in Tauberbischofsheim wieder stärker an.

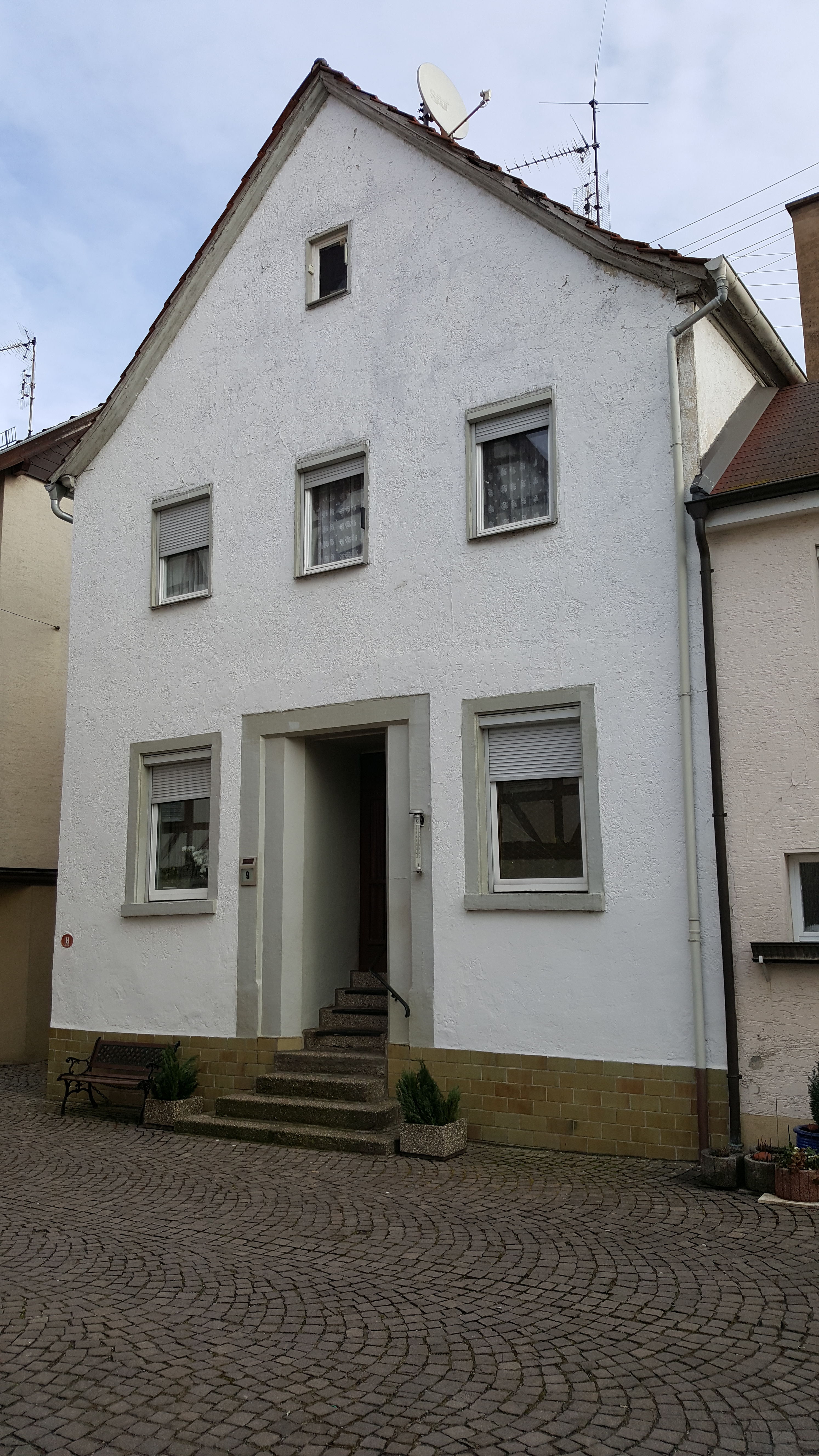
Die ehemalige Synagoge der jüdischen Gemeinde Tauberbischofsheim in der Bachgasse mit einem auffallend hohen Eingangsbereich

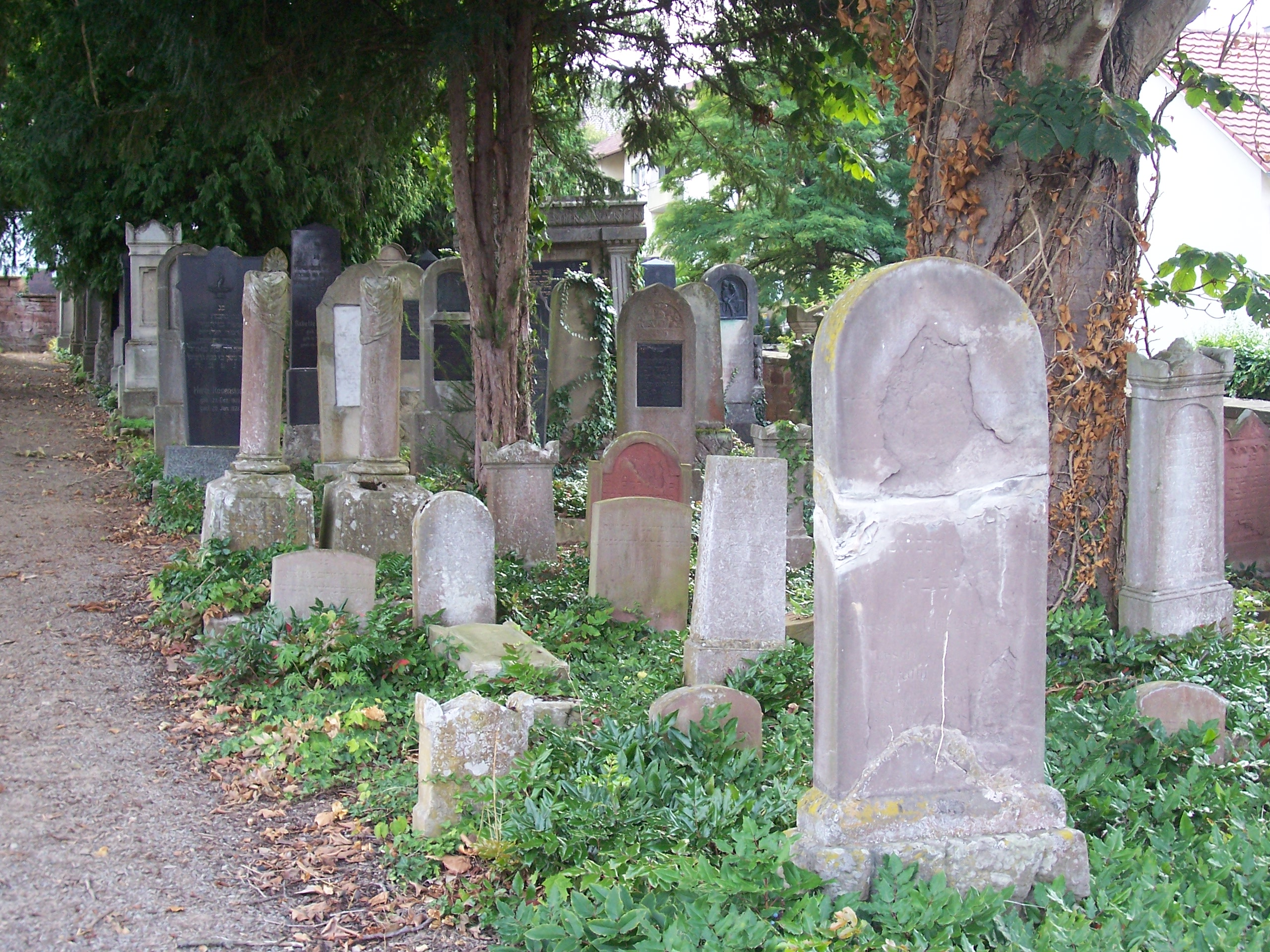
Jüdischer Friedhof in Tauberbischofsheim

Die jüdische Gemeinde Tauberbischofsheim besaß die Synagoge Tauberbischofsheim, eine Schule, ein rituelles Bad und den jüdischen Friedhof Tauberbischofsheim. Ein eigener Religionslehrer war angestellt, der zugleich als Vorbeter und Schochet tätig war. Von 1850 bis 1864 war Tauberbischofsheim vorübergehend Sitz eines Bezirksrabbinates. Davor und danach war dieses das Bezirksrabbinat Wertheim. Von 1852 bis zu seinem Tod 1869 war Jakob Löwenstein Bezirksrabbiner. Davor war er im Bezirksrabbinat Gailingen tätig. Ab 1875 gab es an einer Präparandenschule in Tauberbischofsheim neben katholischen und evangelischen auch für jüdische Schüler die Möglichkeit, eine vorbereitende Ausbildung für den Lehrerberuf zu absolvieren. 1876 besuchten diese 3 jüdische Schüler.
Im Ersten Weltkrieg fielen fünf jüdische Bürger Tauberbischofsheims: Karl Bloch, Sally Brückheimer, Max Mayer, Gefreiter Ludwig Reiß und Ludwig Scharff.
1924 lebten in Tauberbischofsheim noch etwa 140 jüdische Personen, wovon drei der schulpflichtigen Kinder die Religionsschule der jüdischen Gemeinde besuchten. An jüdischen Vereinen bestanden in Tauberbischofsheim: Ein Wohltätigkeits- und Bestattungsverein Chewra Kadischa (1924 mit 25 Mitgliedern), der Israelitische Frauenverein (gegründet 1916, 1924 mit 30 Mitgliedern, 1932 mit 40 Mitgliedern, zur Unterstützung Hilfsbedürftiger und Kranker sowie Bestattungswesen) sowie die Durchwanderer-Unterstützungskasse (gegründet 1930, zur Unterstützung jüdischer Durchwanderer). An jüdischen Stiftungen in Tauberbischofsheim bestand die Samuel-Strauß-Stiftung und der Israelitische Kultusfonds.
Als die jüdische Gemeinde Hochhausen und die jüdische Gemeinde Impfingen bereits aufgelöst waren, gehörten die einzelnen dort noch lebenden Juden (in Hochhausen 1924 3, 1932 3, in Impfingen 1924 4, 1932 3 und Königshofen 1932 3) zur jüdischen Gemeinde in Tauberbischofsheim. Im Schuljahr 1931/32 besuchten 12 Kinder den jüdischen Religionsunterricht.
1933 gab es neben mehreren jüdischen Vieh- und Pferdehändlern insgesamt 19 jüdische Geschäfte. Darunter waren: Fünf Manufakturwarengeschäfte, zwei Schuhgeschäfte, eine Lederhandlung, ein Modewarengeschäft, zwei Weinhandlungen, zwei Getreidehandlungen und eine Bank. Namentlich bekannt waren: Weinhandlung Adler (Würzburger Straße 1), Viehhandlungen Rafael Bauer und Leo Brückheimer (Gartenstraße 2), Damenhütegeschäft Nelly Bloch (Hauptstraße 44), Manufakturwaren Justin Blum (Marktplatz 11), Fa. Heumann & Kraft, Inh. Max Heumann und Louis Kraft (Grabenweg 4), Schuhgeschäft Jakob und Marie Levy (Hauptstraße 64), Metzger Emil Sauer (Hauptstraße 53), Manufakturwarenhandlung Willi Sauer (Hauptstraße 46), Kolonialwarengeschäft Moritz Spiegel (Marktplatz 10), Weingroßhandlung Adolf Strauß (Hauptstraße 46).
1933, zu Beginn der nationalsozialistischen Herrschaft, gab es noch 106 jüdische Einwohner in Tauberbischofsheim. Unter der NS-Gewaltherrschaft hatten die jüdischen Familien der Stadt unter einem besonderen örtlichen Pogrom zu leiden. Nach zunehmender Entrechtung und verstärkten Repressalien sowie der Auswirkungen des angeordneten Boykotts jüdischer Geschäfte wanderte ein Teil von ihnen aus oder zog in andere Städte Deutschlands. Ab 1938/39 wurden die verbliebenen Gemeindemitglieder in Konzentrationslager deportiert. Nach dem Überfall auf Polen wurden die noch im Ort verbliebenen Juden am 3. September 1939 von SA-Männern zusammengetrieben und mit einem Plakat um den Hals mit der Aufschrift „Wir sind die Kriegshetzer“ durch den Ort bis zur Synagoge gejagt, wo sie niederknien und den Erdboden küssen mussten. Anschließend wurden sie gezwungen, sich in den dort vorbeifließenden Bach zu stürzen. Die 15 jüdischen Familien wurden wochenlang im Gemeindehaus eingesperrt. Am 22. Oktober 1940 wurden die letzten jüdischen Einwohner aus Tauberbischofsheim ins KZ Gurs deportiert.

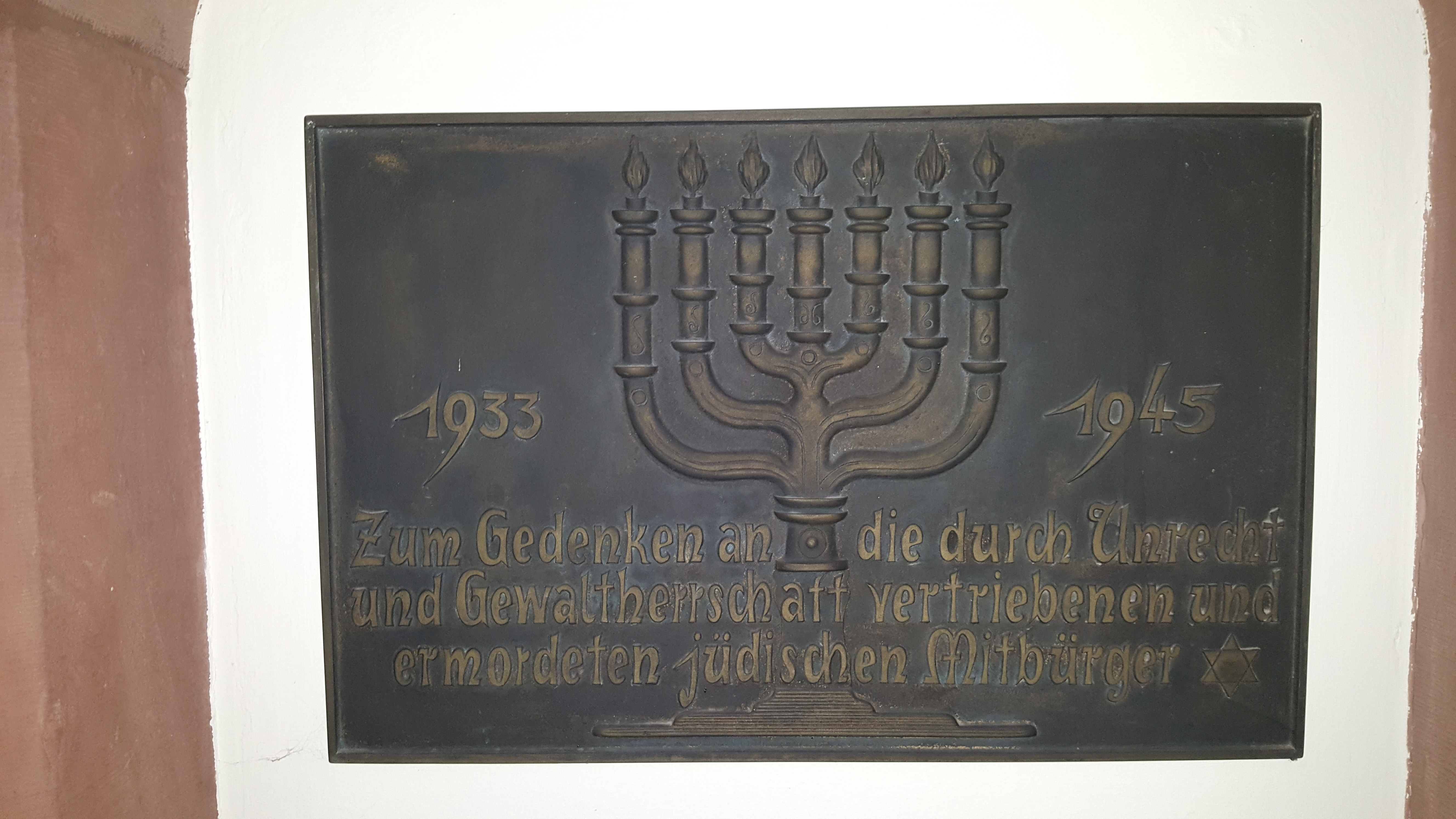
Gedenktafel im Tauberbischofsheimer Rathaus für „die durch Unrecht und Gewaltherrschaft vertriebenen und ermordeten jüdischen Mitbürger“ der Stadt von 1933 bis 1945

### Opfer des Holocaust
Von den jüdischen Personen, die in Tauberbischofsheim geboren wurden oder längere Zeit im Ort wohnten, kamen in der Zeit des Nationalsozialismus die folgenden Personen beim Holocaust nachweislich ums Leben: Bella Adler (1863), Clara (Klara) Adler geb. Fröhlich (1872), Friederike (Ricka) Bauer geb. Krämer (1877), Raphael Bauer (1874), Amalie Bender geb. Sauer (1879), Berta Brückheimer geb. David (1860), Isidor Brückheimer (1890), Ludwig Brückheimer (1890), Auguste Cohn geb. Schloss (1886), Rosa Dorfzaun geb. Wassermann (1889), Melitta Eisig geb. Vogel (1895), Rose Engel geb. Sauer (1868), Elisabeth Auguste Feldheim geb. Adler (1896), Emma Fleischhacker geb. Wildberg (1882), Jacob (Jacub) Franc (1862), Lina Freudenthal geb. Sussmann (1861), Rosa Grünhut geb. Nussbaum (), Rosa Grünhut geb. Marx (1876), Adolf Gutmann (1878), Josef Guttmann (1908), Marie (Maria) Heilbrunner geb. Strauss (1860), Henriette Heimann (1875), Sanchen Heimann geb. Heumann (1880), Anna Herrmann geb. Kahn (1870), Bertha (Berta) Herz geb. Wassermann (1902), Max Heymann (1882), Elise Jonas geb. Wassermann (1890), Henriette Kahn geb. Schwerin (1875), Käthe Kahn geb. Sauer (1899), Wilhelm Kahn (1884), Paula Kaufmann geb. Strauss (1898), Ruth Kraft (1922), Hertha Langer (1924), Sara H. Leiser geb. Karpf (1909), Richard Loeser (1903), Meta Mayer geb. Adler (1887), Karolina Merzbacher (1870), Amalie Neu geb. Schloß (1873), Alfred Rosenbaum (1910), Jakob Rosenthal (1886), Helene (Helena) Rothschild geb. Guggenheimer (1874), Lili Rotschild geb. Klau (1890), Salomon Rothschild (1865), Amalie Rüßmann geb. Grünehut (1888), Hermann Sauer (1876), Hortense Sauer geb. Lehmann (1885), Hugo Sauer (1883), Johanna Sauer (1885), Lotte (Liselotte, Alice) Sauer geb. Schettmar (1903), Patensia Sauer (1885), Sara Sauer geb. Bacherach (1860), Siegfried Sauer (1887), Hans Schettmar (1900), Friedrich Schloß (1867), Klara Sichel geb. Weikersheimer (1869), Marthe (Marta) Sichel geb. Süssmann (1881), Flora Simons geb. Brückheimer (1892), Berta Sommer (1893), Elise Sommer (1891), Melanie Sommer geb. Sauer (1872), Moses Sommer (1886), Brünette Sommerfeld geb. Grünhut (1882), Luise Stahl geb. Klau (1890), Babette Steinhardt geb. Reis (1880), Julius Steinhardt (1871), Berta Stein geb. Sommer (1881), Sigmund Stern (1879), Cilli (Cilly) Stiebel geb. Schloß (1861), Adolf Strauss (1866), Frieda Strauss geb. Goldstein (1881), Rosa Süsskind geb. Lindheimer (1873), Emma Vogel geb. Sauer (1869), Hermine Vogel geb. Sauer (1864), Klara Wassermann geb. Baiersdorfer (1866), Siegfried Wassermann (1891), Paula Wirth geb. Schaf (1886), Frida (Jakobina) Zwaab geb. Grünhut (1889), Horst Alfred Zwaab (1927) und Moses (Moritz) Zwaab (1884).
Seit 1981 erinnert im Foyer des Rathauses, Marktplatz 8, eine Gedenktafel an die jüdischen Opfer der Shoa.

### Einwohnerentwicklung
Einwohnerentwicklung der jüdischen Gemeinde Tauberbischofsheim
| Jahr | Gesamt | % der Gesamtbevölkerung              |
| ---- | ------ | ------------------------------------ |
| 1825 | 109    | 4,6 % von insgesamt 2.374 Einwohnern |
| 1834 | 123    | 4,4 % von 2.338                      |
| 1855 | 104    | unbekannt                            |
| 1865 | 147    | 5,1 % von 2.891                      |
| 1875 | 177    | 6,2 % von 2.329                      |
| 1880 | 200    | 6,5 % von 3.074                      |
| 1885 | 207    | unbekannt                            |
| 1900 | 181    | 4,6 % von 3.930                      |
| 1910 | 154    | 4,3 %                                |
| 1925 | 111    | unbekannt                            |
| 1933 | 106    | unbekannt                            |

Quelle: Die Juden in Tauberfranken 1933–1945, Landeszentrale für politische Bildung Baden-Württemberg, Stuttgart, 1984

## Jüdische Persönlichkeiten in Tauberbischofsheim
- Jakob Löwenstein (Bezirksrabbiner von 1852 bis zu seinem Tod 1869 in Tauberbischofsheim); während der Zeit als sich der Sitz des Bezirksrabbinats Wertheim vorübergehend bei der jüdischen Gemeinde Tauberbischofsheim befand.